# Territoriale indeling van Sergipe

Sergipe

De Braziliaanse deelstaat Sergipe is ingedeeld in 3 mesoregio's, 13 microregio's en 75 gemeenten.

## Agreste Sergipano (mesoregio)
4 microregio's, 18 gemeenten

### Agreste de Itabaiana (microregio)
7 gemeenten:
Areia Branca -
Campo do Brito -
Itabaiana -
Macambira -
Malhador -
Moita Bonita -
São Domingos

### Agreste de Lagarto (microregio)
2 gemeenten:
Lagarto -
Riachão do Dantas

### Nossa Senhora das Dores (microregio)
6 gemeenten:
Aquidabã -
Cumbe -
Malhada dos Bois -
Muribeca -
Nossa Senhora das Dores -
São Miguel do Aleixo

### Tobias Barreto (microregio)
3 gemeenten:
Poço Verde -
Simão Dias -
Tobias Barreto

## Leste Sergipano (mesoregio)
7 microregio's, 42 gemeenten

### Aracaju (microregio)
4 gemeenten:
Aracaju -
Barra dos Coqueiros -
Nossa Senhora do Socorro -
São Cristóvão

### Baixo Cotinguiba (microregio)
7 gemeenten:
Carmópolis -
General Maynard -
Laranjeiras -
Maruim -
Riachuelo -
Rosário do Catete -
Santo Amaro das Brotas

### Boquim (microregio)
8 gemeenten:
Arauá -
Boquim -
Cristinápolis -
Itabaianinha -
Pedrinhas -
Salgado -
Tomar do Geru -
Umbaúba

### Cotinguiba (microregio)
4 gemeenten:
Capela -
Divina Pastora -
Santa Rosa de Lima -
Siriri

### Estância (microregio)
4 gemeenten:
Estância -
Indiaroba -
Itaporanga d'Ajuda -
Santa Luzia do Itanhy

### Japaratuba (microregio)
5 gemeenten:
Japaratuba -
Japoatã -
Pacatuba -
Pirambu -
São Francisco

### Propriá (microregio)
10 gemeenten:
Amparo de São Francisco -
Brejo Grande -
Canhoba -
Cedro de São João -
Ilha das Flores -
Neópolis -
Nossa Senhora de Lourdes -
Propriá -
Santana do São Francisco -
Telha

## Sertão Sergipano (mesoregio)
2 microregio's, 15 gemeenten

### Carira (microregio)
6 gemeenten:
Carira -
Frei Paulo -
Nossa Senhora Aparecida -
Pedra Mole -
Pinhão -
Ribeirópolis

### Sergipana do Sertão do São Francisco (microregio)
9 gemeenten:
Canindé de São Francisco -
Feira Nova -
Gararu -
Graccho Cardoso -
Itabi -
Monte Alegre de Sergipe -
Nossa Senhora da Glória -
Poço Redondo -
Porto da Folha
Acre · Alagoas · Amapá · Amazonas · Bahia · Ceará · Espírito Santo · Federaal District · Goiás · Maranhão · Mato Grosso · Mato Grosso do Sul · Minas Gerais · Pará · Paraíba · Paraná · Pernambuco · Piauí · Rio de Janeiro · Rio Grande do Norte · Rio Grande do Sul · Rondônia · Roraima · Santa Catarina · São Paulo · Sergipe · Tocantins